# Genting Skiresort
Das Genting Skiresort (chinesisch 密苑云顶乐园, Pinyin Mì yuàn Yúndǐng lèyuán), auch: Genting Snow Park oder Secret Garden Resort, ist ein Hotelkomplex und ein chinesisches Skigebiet. Es liegt in Chongli, einem Ort und Distrikt der Stadt Zhangjiakou in der Provinz Hebei, China.

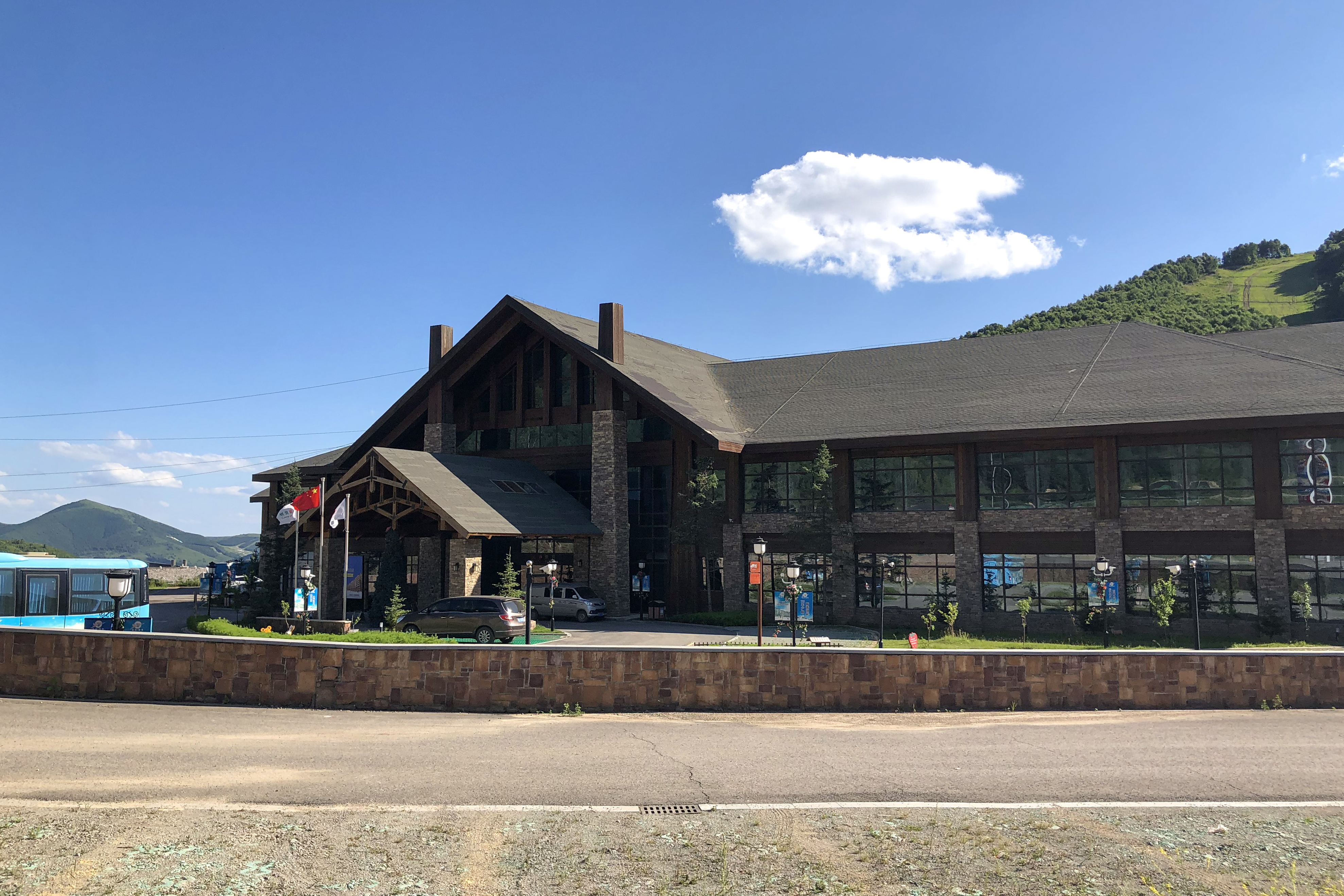
Eingangsbereich im Sommer

## Lage
Es liegt im Mashan-Gebirge an der Grenze zum Taihang-Gebirges und dem Yan-Gebirges. Die Jahresdurchschnittstemperatur beträgt 3,3 °C und an 150 Tagen liegt Schnee. Es liegt in 1700 Metern Höhe.

## Geschichte
Im Jahr 2011 hatte das Genting Skiresort einen Probebetrieb. Am 16. Dezember 2012 wurde das Genting Skiresort offiziell eröffnet. Das Genting Skiresort wurde von der Malaysia Excellence Group gegründet, die malaysischen Genting Group investierte in das Resort und betreibt dies auch.
Das Resort umfasst zwei Projekte, die Skipiste beziehungsweise das Skizentrum und das Genting Hotel. Dies ist das erste Projekt, das von der Genting Group auf dem chinesischen Festland durchgeführt wurde.
Seit 2012 ist das Skiresort der Austragungsorte für eine Reihe von Veranstaltungen, die von der Fédération Internationale de Ski (FIS) zertifiziert sind. Im Jahr 2014 unterzeichnete Genting Skiresort einen Vertrag als Sponsor des Bewerbungskomitees für die Olympischen Winterspiele 2022. Im Jahr 2015 bewarb sich China erfolgreich um die Ausrichtung der Olympischen Winterspiele 2022. Der Genting Skiresort wurde als Hauptaustragungsort des Zhangjiakou-Wettkampfgebiets bestimmt. Im Genting Skiresort werden Freestyle-Skiing- und Snowboard-Wettbewerbe durchgeführt. So wurde 2016 ein Entwurfsplan für die Strecken vorgelegt.
Am 17. Dezember 2016 wurde im Genting Skiresort ein U-förmiger Pool eröffnet, welcher als Trainingspool genutzt wird. Im Jahr 2016 wurden weitere Strecken, Schanzen und Einrichtungen gebaut.

## Anlage
Das Genting Skiresort hat 35 Skipisten und 5 Seilbahnen. Es gibt Hotels und Schwimmbäder.